# Каримов, Мехрубон
Мехрубон Каримов (род. 19 января 2004, Таджикистан) — таджикский футболист, защитник клуба «Самгурали» и национальной сборной Таджикистана.

## Карьера

### «Динамо-Авто»
Воспитанник футбольной академии таджикского клуба «Локомотив-Памир», вместе с которым в 2021 году принимал участие в Первой лиге. В январе 2022 года футболист присоединился к душанбинскому «Динамо». В июле 2022 года футболист перешёл в молдавское «Динамо-Авто». Дебютировал за клуб футболист 31 июля 2022 года в матче против клуба «Милсами», выйдя на поле в стартовом составе. Дебютным забитым голом за клуб футболист отличился 10 сентября 2022 года в матче против клуба «Дачия-Буюкань». В октябре 2022 года появилась информация, что в услугах футболиста заинтересованы несколько испанских клубов, что позже подтвердил директор молдавского клуба. В январе 2023 года футболист покинул клуб, расторгнув контракт по соглашению сторон.

### «Самгурали»
В феврале 2023 года футболист на правах свободного агента присоединился к грузинскому клубу «Самгурали». Первые матчи за грузинский клуб футболист провёл на скамейке запасных. Дебютный матч за клуб футболист сыграл 14 мая 2023 года против кутаисского «Торпедо», выйдя на замену на 80 минуте. На протяжении сезона футболист выступал за клуб в роли игрока замены, большую часть матчей оставаясь на скамейке запасных, результативными действиями не отличившись. По итогу сезона футболист вместе с клубом завершил чемпионат на итоговом пятом месте.
В начале 2024 года футболист продолжил готовиться к новому сезону с грузинским клубом. Первый матч в новом сезоне футболист сыграл 7 марта 2024 года против клуба «Дила», выйдя на замену на 60 минуте.

## Международная карьера

### Молодёжные сборные
В сентябре 2019 года выступал за сборную Таджикистана до 16 лет на квалификации на юношеский чемпионат Азии до 16 лет, где сыграл 1 матч, в котором отличился 1 голом. В январе 2021 года отправился с юношеской сборной Таджикистана до 17 лет на Кубок Развития в Беларусь. В дебютном матче за сборную 31 января 2021 года против сверстников из Казахстана забил дебютный гол. По итогу стал победителем турнира. В феврале 2022 года дебютировал за юношескую сборную Таджикистана до 19 лет. 
В сентябре 2022 года отправился на квалификационные матчи на молодёжный Кубок Азии со сборной до 20 лет. Дебютировал за сборную 14 сентября 2022 года в матче против сверстников из Сингапура, против которых сыграли вничью. В матче 16 сентября 2022 года против Ливана забил свой дебютный гол за сборную. В феврале 2023 года футболист вместе со сборной отправился на основной этап турнира. Первый матч на турнире сыграл 2 марта 2023 года против сборной Иордании, которая по итогу оказалась сильнее. На групповом этапе вместе со сборной занял 3 место в группе и покинул турнир.
В августе 2023 года в составе молодёжной сборной Таджикистана до 23 лет начал готовиться к квалификационным матчам молодёжного чемпионата Азии. Дебютировал за сборную 9 сентября 2023 года в матче против сборной Лаоса. По итогу следующего матча 12 сентября 2023 года против сборной Австралии, который закончился ничейным счётом, футболист вместе с таджикской сборной вышел в основной этап турнира.

### Национальная сборная
В марте 2022 был вызван в национальную сборную Таджикистана. Дебютировал за сборную 29 марта 2022 года в товарищеском матче против Кыргызстана, заменив на 92 минуте Алишера Джалилова. В июне 2022 года отправился вместе со сборной на квалификационные матчи к Кубку Азии. Сыграл только в пером матче 8 июня 2022 года против Мьянмы, выйдя на замену на 85 минуте. По итогу таджикистанская сборная впервые в истории квалифицировалась на Кубок Азии. В конце сентября 2022 года отправился с национальной сборной на Кубок короля Таиланда, где 25 сентября 2022 года в финале по серии пенальти одержали победу над Малайзией.

## Достижения
Сборная
Таджикистан (до 17)
- Обладатель Кубка Развития: 2021

Таджикистан
- Обладатель Кубка короля Таиланда: 2022